# تشارلز كاسل
تشارلز كاسل (بالإنجليزية: Charles Castle)‏ هو راقص بريطاني، ولد في 26 مايو 1939، وتوفي في 5 أكتوبر 2013.

## وصلات خارجية
- تشارلز كاسل على موقع IMDb (الإنجليزية)